# Ilir Soba
Ilir Mazllom Soba (ur. 28 kwietnia 1971 w Djakowicy, zm. 18 października 1998 w Kralanie) – kosowski wojskowy, wokalista i gitarzysta, żołnierz UÇK.

## Życiorys
Ukończył szkołę podstawową oraz średnią w rodzinnej Djakowicy, studiował następnie na Uniwersytecie w Prisztinie. Podczas III roku studiów wstąpił do Armii Wyzwolenia Kosowa jako pierwsza osoba pochodząca z Djakowicy. Zginął dnia 18 października 1998 roku w Kralanie podczas walk z siłami jugosłowiańskimi.
Jego imieniem nazwano jedną z ulic w Djakowicy.

## Życie prywatne
Syn Mazlloma i Serbezji, miał brata Fatosa i siostrę Teutę.